# Clathria thielei
Clathria thielei är en svampdjursart som först beskrevs av Jörn Hentschel 1912.  Clathria thielei ingår i släktet Clathria och familjen Microcionidae. Inga underarter finns listade i Catalogue of Life.